# Georgia Tech Yellow Jackets football
La squadra di football dei Georgia Tech Yellow Jackets rappresenta il Georgia Institute of Technology. Gli Yellow Jackets competono nella Football Bowl Subdivision (FBS) della National Collegiate Athletics Association (NCAA) e nella Coastal Division della Atlantic Coast Conference (ACC). La squadra è allenata dal 2008 da Paul Johnson. La squadra nacque nel 1892 ed ha un record complessivo di 664–447–43 (57,5 di vittorie). Gioca al Bobby Dodd Stadium at Historic Grant Field ad Atlanta, Georgia, con una capacità di 55.000 spettatori. Gli Yellow Jackets hanno vinto quattro titoli nazionali e 15 titoli di conference.
Diversi giocatori di successo, sia nel college football che tra i professionisti, hanno giocato a Georgia Tech. Tra le sue file hanno militato 48 All-American e 150 futuri giocatori NFL. Tra essi vi sono Keith Brooking, Joe Hamilton, Joe Guyon, Billy Shaw, Calvin Johnson e Demaryius Thomas. Tra gli allenatori della squadra vi è stato John Heisman, a cui l'Heisman Trophy deve il proprio nome, e Bobby Dodd, che dà il proprio nome al Bobby Dodd Coach of the Year Award e allo stadio dell'istituto. Heisman guidò la squadra nella partita col più largo punteggio della storia del football e sia Heisman che Dodd hanno portato la vittoria alla squadra del titolo. Dodd portò anche i Jackets alla più lunga striscia vincente contro la University of Georgia, la più accanita rivale di Georgia Tech.

## Titoli nazionali
| Stagione         | Anno              | Selettore                                                             | Record | Bowl        |
| ---------------- | ----------------- | --------------------------------------------------------------------- | ------ | ----------- |
| 1917             | John Heisman      | National Championship Foundation, Helms Athletic Foundation, Houlgate | 9-0    | --          |
| 1928             | William Alexander | National Championship Foundation, Helms Athletic Foundation, Houlgate | 10-0   | V Rose Bowl |
| 1952             | Bobby Dodd        | Berryman, INS, Poling                                                 | 12-0   | V Sugar     |
| 1990             | Bobby Ross        | Allenatori                                                            | 11-0-1 | V Citrus    |
| Titoli nazionali | Titoli nazionali  | Titoli nazionali                                                      | 4      | 4           |

## Premi individuali

### Finalisti dell'Heisman Trophy
Georgia Tech ha avuto diversi finalisti dell'Heisman Trophy. Eddie Prokop finì quinto nel 1943  Lenny Snow giunse 14º nel 1996 Eddie Lee Ivery finì ottavo nel e Calvin Johnson decimo nel 2006. Billy Lothridge è l'unico giocatore dell'istituto ad essere entrato in classifica in più di un anno. Fu ottavo nel 1962 e secondo nel 1963. Clint Castleberry fu l'unico freshman nella storia dell'Heisman ad arrivare sino al terzo posto, sino a quanto Herschel Walker arrivò anch'egli terzo nel 1980.. Joe Hamilton pareggiò il miglior risultato dell'istituto, il secondo posto di Lothridge, nel 1999.

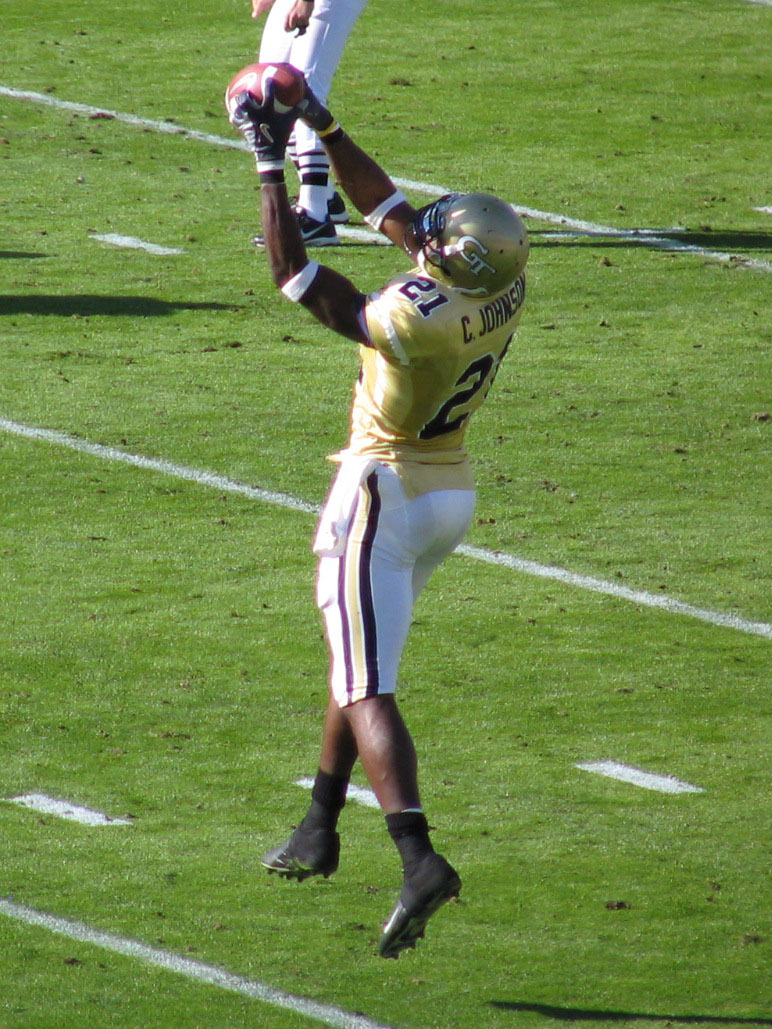
Calvin Johnson.

| Giocatore         | Ruolo | Anno | Pos. |
| ----------------- | ----- | ---- | ---- |
| Clint Castleberry | HB    | 1942 | 3º   |
| Eddie Prokop      | QB    | 1943 | 5º   |
| Billy Lothridge   | QB    | 1963 | 2º   |
| Joe Hamilton      | QB    | 1999 | 2º   |

### Premi per ruolo
| Nome           | Premio      | Anno |
| -------------- | ----------- | ---- |
| Joe Hamilton   | O'Brien     | 1999 |
| Calvin Johnson | Biletnikoff | 2006 |
| Durant Brooks  | Ray Guy     | 2007 |

### Membri della College Football Hall of Fame
| Nome             | Ruolo | Anni      | Induzione |
| ---------------- | ----- | --------- | --------- |
| Maxie Baughan    | C     | 1957–1959 | 1988      |
| Ray Beck         | G     | 1948–1951 | 1997      |
| Bobby Davis      | T     | 1944–1947 | 1978      |
| Bill Fincher     | E, T  | 1916–1920 | 1974      |
| Buck Flowers     | OG    | 1916–1920 | 1955      |
| Joe Guyon        | HB, T | 1912–1918 | 1971      |
| George Morris    | C     | 1950–1952 | 1981      |
| Larry Morris     | C     | 1951–1954 | 1992      |
| Pat Swilling     | DE    | 1982–1985 | 2009      |
| Peter Pund       | C     | 1926–1928 | 1963      |
| Randy Rhino      | S     | 1972–1974 | 2002      |
| Everett Strupper | HB    | 1915–1917 | 1972      |